# Municipio de Boy Lake
El municipio de Boy Lake (en inglés: Boy Lake Township) es un municipio ubicado en el condado de Cass en el estado estadounidense de Minnesota. En el año 2010 tenía una población de 256 habitantes y una densidad poblacional de 2,72 personas por km².

## Geografía
El municipio de Boy Lake se encuentra ubicado en las coordenadas 47°7′10″N 94°13′41″O / 47.11944, -94.22806. Según la Oficina del Censo de los Estados Unidos, el municipio tiene una superficie total de 94.17 km², de la cual 71,67 km² corresponden a tierra firme y (23,89 %) 22,5 km² es agua.

## Demografía
Según el censo de 2010, había 256 personas residiendo en el municipio de Boy Lake. La densidad de población era de 2,72 hab./km². De los 256 habitantes, el municipio de Boy Lake estaba compuesto por el 50 % blancos, el 45,7 % eran amerindios y el 4,3 % eran de una mezcla de razas. Del total de la población el 0,78 % eran hispanos o latinos de cualquier raza.